# Lưu huỳnh phân tử
Lưu huỳnh là một chất vô cơ có công thức hóa học là S
8. Nó là một chất rắn có màu vàng và là dạng phổ biến nhất của nguyên tố lưu huỳnh. Nó là một loại hóa chất dùng trong công nghiệp chính xuất hiện rộng rãi trong tự nhiên.
Lưu huỳnh là nguyên tố phong phú thứ 10 tính theo khối lượng trong vũ trụ và nhiều thứ 5 trên Trái đất. Mặc dù đôi khi được tìm thấy ở dạng nguyên chất, tự nhiên , lưu huỳnh trên Trái đất thường xuất hiện dưới dạng khoáng chất sunfua và sunfat . Có nhiều ở dạng bản địa, lưu huỳnh đã được biết đến từ thời cổ đại, được đề cập đến để sử dụng ở Ấn Độ cổ đại , Hy Lạp cổ đại , Trung Quốc và Ai Cập cổ đại . Trong lịch sử và trong văn học, lưu huỳnh còn được gọi là diêm sinh ,  có nghĩa là "đá cháy".  Ngày nay, hầu hết tất cả lưu huỳnh nguyên tố được sản xuất như một sản phẩm phụ của việc loại bỏ các chất gây ô nhiễm chứa lưu huỳnh khỏi khí đốt tự nhiên và dầu mỏ .  Việc sử dụng thương mại lớn nhất của nguyên tố này là sản xuất axit sulfuric để làm phân bón sulfat và photphat , và các quá trình hóa học khác. Lưu huỳnh được sử dụng trong diêm , diệt côn trùng và diệt nấm . Nhiều hợp chất lưu huỳnh có mùi, và mùi của khí tự nhiên có mùi, mùi chồn hôi, bưởi và tỏi là do các hợp chất lưu huỳnh hữu cơ . Hydrogen sulfide tạo ra mùi đặc trưng là trứng thối rữa và các mùi khác.

## Cấu tạo phân tử
Lưu huỳnh có cấu trúc hình vương miện với nhóm đối xứng D4d. Độ dài liên kết S-S bằng nhau, vào khoảng 2,05 Å. Lưu huỳnh kết tinh ở ba dạng đa hình riêng biệt: trực thoi, và hai dạng đơn tà, trong đó chỉ có hai dạng bền ở điều kiện tiêu chuẩn. Đa hình còn lại chỉ ổn định trong khoảng 96 đến 115 °C ở 100 kPa. Lưu huỳnh được tạo thành một số dạng thù hình: Alpha-lưu huỳnh, Beta-lưu huỳnh, Gamma-lưu huỳnh, Lambda-lưu huỳnh. Lưu huỳnh dễ dàng tạo thành các tinh thể lớn, thường hay có màu vàng.

## Phản ứng hoá học
Lưu huỳnh phản ứng với rất nhiều chất như Al, Fe, Cu, O2, Hg, C, Si,... tạo ra các muối sulfide tương ứng. Thí dụ như:
| + 8{\displaystyle {\ce {->}}} 8 |
| ------------------------------- |

Tuy nhiên, để đơn giản hơn, người ta lấy công thức của lưu huỳnh thường dùng là S, chứ không S8.